# Hanswerner Müller
Hanswerner Müller (* 7. Juli 1899 in Minden; † 1. November 1983 in Kassel) war ein deutscher Bundesrichter.

## Leben

### Familie und Ausbildung
Der evangelisch getaufte, aus Minden gebürtige Hanswerner Müller, wandte sich nach dem Abitur dem Studium der Rechtswissenschaften an der Ludwig-Maximilians-Universität München, der Albert-Ludwigs-Universität Freiburg sowie der Westfälischen Wilhelms-Universität in Münster zu, dort wurde er 1924 zum Dr. jur. promoviert.
Hanswerner Müller heiratete im Jahre 1944 Wilma geborene Langheinrich. Er verstarb Anfang November 1983 im Alter von 84 Jahren in Kassel.

### Beruflicher Werdegang
Hanswerner Müller trat nach dem Studienabschluss eine Stelle als Assessor am Arbeitsgericht Minden an, 1928 wechselte er in der gleichen Funktion an das Reichsversicherungsamt nach Berlin-Mitte. 1930 wurde er in der Position eines Landgerichtsrats an das Landesgericht in Köslin verpflichtet. 1938 übersiedelte er in der Funktion eines Oberlandesgerichtsrats an das Oberlandesgericht Hamm. Im Folgejahr übernahm er die Aufgaben des Justitiars des Reichskommissars für die Preisbildung, 1943 wurde er als Hilfsreferent an das Reichsjustizministerium versetzt.
Nach dem Ende des Zweiten Weltkrieges kehrte er als Oberlandesgerichtsrat nach Hamm zurück. Im Jahre 1954 wurde er zum Richter am Bundesverwaltungsgericht ernannt, 1967 wurde er in den Ruhestand verabschiedet. Hanswerner Müller trat im Besonderen durch Publikationen betreffend den Themenbereich Öffentliches Recht hervor.

## Schriften
- Die Reichszivilprozessordnung [Zivilprozessordnung] mit Gerichtsverfassungsgesetz und den wichtigsten Nebengesetzen : Textausgabe mit Einführung, Verweisungen und ausführlichem Stichwörterverzeichnis. Schweitzer, Berlin, München, 1945
- Zivilprozess: Erkenntnisverfahren. in: Leitfaden der Rechtswissenschaft, Band 7, Walter de Gruyter, Berlin, 1951
- Gerichtsverfassung. in: Leitfaden der Rechtswissenschaft, Band 8, Walter de Gruyter, Berlin, 1951
- Der Vergleich in Verfahren der freiwilligen Gerichtsbarkeit. in: JuristenZeitung, Volume 9, Issue 1/2, J.C.B. Mohr, Tübingen, 1954, S. 17–20.
- Gibt es die Rechtseinrichtung der Anschlußbeschwerde ?. in: Juristische Rundschau, Volume 1954, Issue 6, Walter de Gruyter, Berlin, 1954, S. 212–214.
- Verfahrensverweisung zwischen Gerichten verschiedener Zweige der Rechtsprechungsgewalt. in: Juristische Rundschau, Volume 1956, Issue 2, Walter de Gruyter, Berlin, 1956, S. 48–49.
- Vertretungszwang für Behörden als Verfahrensbeteiligte, vornehmlich in neueren Verfahrensarten. in: JuristenZeitung, Volume 12, Issue 19/20, J.C.B. Mohr, Tübingen, 1957, S. 615–616.
- Die Ausgestaltung des Grossen Senats in der Verwaltungsgerichtsbarkeit – ein Vorbild?. in: Helmut R. Külz, Richard Naumann: Staatsbürger und Staatsgewalt : Verwaltungsrecht und Verwaltungsgerichtsbarkeit in Geschichte und Gegenwart : Jubiläumsschrift zum hundertjährigen Bestehen der deutschen Verwaltungsgerichtsbarkeit und zum zehnjährigen Bestehen des Bundesverwaltungsgerichts, Band 2, C. F. Müller, Karlsruhe, 1963, S. 527–564.
- Handbuch der Gesetzgebungstechnik. Heymann, Köln, 1963
- Über die richtige Ausdrucksweise bei Angliederung einer Behörde an eine andere. in: JuristenZeitung, Volume 21, Issue 1, J.C.B. Mohr, Tübingen, 1966, S. 10–11.